# Злой волк
«Злой волк» (англ. Bad Wolf) — эпизод британского научно-фантастического телесериалa «Доктор Кто». Впервые был показан 11 июня 2005 года. Второй эпизод этой истории был показан 18 июня.

## Обзор
Три путешественника из ТАРДИС оказываются разделёнными и запертыми на игровой станции в развлекательных шоу. Доктор попал в реалити-шоу Большой Брат, Роза стала участницей шоу The Weakest Link (первоисточник программы «Слабое звено»), ведущей которого является «Энн Дроид» (Энн Робинсон), и Джек попал к двум гиноидам Трин-и и Зу-Зана (Тринни Вудалл и Сюзанна Константин), которые собираются создать ему имидж, как в шоу What Not to Wear (первоисточник «Снимите это немедленно!»).
Все трое узнают, что шоу больше, чем обычные развлекательные программы XXI века. В Слабом звене и Большом брате проигравших участников дезинтегрируют, а в Снимите это немедленно ведущие разрезают участников на части, чтобы создать им новый стиль тела. Джеку и Доктору удаётся сбежать со своих шоу, в то время как Роза не может уйти, иначе будет дезинтегрирована. Доктор берёт с собой Линду, которая тоже была участницей Большого Брата, и они обнаруживают, что игровая станция — это Спутник 5, на котором Доктор был прежде в серии «Долгая игра». Спутник теперь находится под контролем Корпорации «Злой Волк». Линда рассказывают Доктору, что сто лет назад, как раз когда Доктор остановил новостные передачи, мир погрузился в хаос, и прогресс на Земле остановился, из-за чего ухудшились и экология, и условия для жизни.
Встретив Джека, команда отправляется спасать Розу. Они находят её на последнем раунде Слабого Звена, где после проигрыша её дезинтегрируют. Их арестовывают, но им удаётся сбежать, чтобы отправиться на 500 этаж в контрольную комнату. Там Доктор и Джек обнаруживают, что на самом деле людей не дезинтегрируют, а телепортируют. Главный диспетчер, кибердевушка, отдаёт Доктору координаты места, куда отправляют людей, за это «повелители» переносят её к себе. С помощью этих координат Доктор, к своему ужасу, узнаёт, что над Землёй нависло 200 кораблей далеков. Далеки вступают в контакт с Доктором, который обещает выжившей Розе спасти её, а затем уничтожить далеков навсегда.

## Дополнительная информация
- Когда Доктор первый раз пытается выбраться из дома Большого брата, Линда говорит, что из-за «Нерушимой печати» никто из игроков не может выйти наружу. Нерушимая печать позднее упоминается в сериях «Встреча в школе»[1], «Эволюция Далеков»[2] и «42»[3]. Это единственный замок, который не может открыть звуковая отвёртка.
- Играя в Слабом Звене, Роза даёт ответ на вопрос о Лице Бо, который впервые появился в «Конце Света»[4], через 5 миллиардов лет после событий Злого Волка. Лицо Бо также упоминается в серии «Долгая игра»[5], а затем появляется в сериях «Новая Земля»[6] и «Пробка»[7].

### Злой Волк
- Фраза «Злой Волк» периодически появляется в эпизодах первого сезона и в эпизоде «Капитан Джек Харкнесс» сериала «Торчвуд».
- В эпизоде «Поверни налево»[8] эта фраза является посланием Розы Доктору, которое она передала через Донну, чтобы сообщить о грядущем Конце Вселенной.
- Вне сериала фраза фигурирует на сайтах BBC[9] и в романах New Series Adventures. Кроме того, существовал сайт «Bad Wolf»[10]. Пароль на сайте ЮНИТ[11] — badwolf.

### Далеки
- Когда на корабле далеков Роза приходит в себя, на заднем плане слышатся такие же звуковые эффекты, как звуки Города далеков в «Далеках», а также на базе в «Поминовении Далеков» и на многих других базах далеков в течение всего сериала.
- Момент, когда камера от лица далека направляется на Розу и упирает её в стену, очень похож на момент, когда Барбара Райт впервые встретила далеков в серии «Далеки».
- Согласно DVD-комментариям к этому эпизоду, звуковая картина при появлении флота далеков включает в себя хор, поющий на иврите «Mah Kor’ei» (перевод: Что происходит?).

## Актёрский состав
- Ниша Найар, актриса которая сыграла женщину-программиста в этом эпизоде, появлялась в одном специальном эпизоде, в классической истории Доктора Кто, «Райские башни». Это сделало её вторым актёром, который появился и в классических, и в новых сериях Доктора, после Уильяма Томаса, который появился в предыдущем эпизоде «Шумный город».
- В эпизоде появлялись голоса Давины Макколл, Энн Робинсон, Сюзанны Константины и Тринни Вудалл.
- Согласно Доктор Кто: Конфиденциально, хотя Энн Робинсон была приглашена на озвучку Энн Дроид, все ожидали, что она отклонит это предложение. Актёра, который имитирует голоса, даже успели нанять, когда выяснилось, что Энн согласна.
- Билли Пайпер уже появлялась в пародии на The Weakest Link с Антом и Деком в утреннем шоу SM:TV live. Перед первым показом серии «Смит и Джонс» было показано специальное издание The Weakest Link с Джоном Барроуманом и Дэвидом Теннантом. Энн Дроид также появлялась в этом выпуске и задавала несколько вопросов.

## Производство
- Рабочее название этого эпизода — «Мир Шоу».[12]
- В рекламных изданиях названия этого эпизода и эпизода «Пути расходятся» писали как «Пути расходятся (часть 1)» и «Пути расходятся (часть 2)».
- Согласно 12 эпизоду Doctor Who Confidential, команда сериала намеревалась показать обнажённый низ Джека. Сцена даже была снята, но редакционно-издательский отдел BBC запретил показывать эту сцену.
- Джон Бэрроуман праздновал свой день рождения в период съёмок сегмента Снимите это немедленно. Команда подарила ему игрушечного далека, которого, как сказал Бэрроумэн (в DVD комментариях к эпизоду «Пути расходятся»), он повесил над своим камином. Видеоматериал, когда он разворачивает далека из упаковки, включён в DVD.
- Расселл Ти Дейвис упомянул, что следующая «сюжетная арка» была названа уже в этом эпизоде и, кроме того, это анаграмма. В Слабом Звене этого эпизода был ответ, что Великая Кобальтовая Пирамида была построена на руинах знаменитого Института Торчвуд. «Торчвуд» (англ. Torchwood) является анаграммой «Доктор Кто» (англ. Doctor Who). В 2006 году на BBC запустили в показ спин-офф-сериал Торчвуд о команде, исследующей пришельцев и паранормальные явления. Главным персонажем сериала является Джек.